# Seututie 929
La route régionale 929 (finnois : Seututie 929) est une route régionale allant de Tervola jusqu'à Ylitornio en Finlande,,.

## Présentation
La seututie 929 est une route régionale de Laponie.
La route régionale 929 part de la municipalité de Tervola, traverse vers l'ouest les villages de Varejoki, Sihtuna, Mellakoski et Lohijärvi et se termine à Pakisvaara dans la municipalité d'Ylitornio.